# ISO 3166-2:ID
ISO 3166-2:ID je natuknica za Indoneziju u ISO 3166-2, koji je dio standarda ISO 3166 koji je objavila Međunarodna organizacija za standardizaciju (ISO), koja određuje kodove imena glavnih upravnih podjela, kao što su pokrajine ili savezne države država kodiranih u ISO 3166-1.
Prema sadašnjem stanju za Indoneziju su određeni ovi kodovi ISO 3166-2 koji su za dvije razine podjela:
- 7 zemljopisnih jedinica (koje čine veliki otoci ili otočne skupine)
- 31 pokrajina, 1 autonomna pokrajina, 1 posebni okrug i 1 posebna regija

Svaki se kod sastoji od dva dijela koje povezuje spojnica. Prvi dio je ID, ISO 3166-1 alpha-2 kod za Indoneziju. Drugi dio čine dva slova.

## Vanjske poveznice
- ISO Online Browsing Platform: ID
- Pokrajine u Indoneziji, Statoids.com